# Họ protein Bcl-2
Tác nhân điều hòa chết rụng tế bào Bcl-2, BH là một họ của những protein liên quan với nhau về mặt tiến hóa. Những protein này nằm ở lớp màng ngoài bán thấm của ti thể. Một vài thành viên trong số chúng có vai trò kích thích quá trình chết rụng tế bào (tỉ như Bax, BAD, Bak và Bok), số khác có lại vai trò ức chế quá trình này (tỉ như Bcl-2, Bcl-xL, và Bcl-w). Hiện nay có 25 gien mã hóa cho họ Bcl-2 đã được biết đến.
Bcl-2 là một họ protein có cấu trúc được bảo tồn rất vững chắc trong quá trình tiến hóa. Bcl-2 của người là một đồng đẳng của CED-9 trong loài giun tròn Caenorhabditis elegans và Bcl-2 có thể thực thi vai trò ức chế quá trình chết rụng trong C.elegans.

## Cấu trúc và cơ chế tổng quan
Protein thuộc họ Bcl-2 có cấu trúc chung bao gồm một đoạn polypeptide xoắn ốc kỵ nước được bao bọc bởi các đoạn xoắn lưỡng ái. Phần lớn chúng bao hàm một vực protein nằm xuyên qua màng sinh chất. Tất cả các loại Bcl-2 chứa ít nhất một trong các vực protein đồng đẳng BH1, BH2, BH3 và BH4. Các vực này được đánh giá là có vai trò then chốt đối với chức năng của Bcl-2 trong quá trình chết rụng tế bào, vì qua các thí nghiệm việc cắt bỏ một/một số trong các vực đó sẽ ảnh hưởng đến khả năng sống/chết của tế bào. Trong đó, nếu thiếu vắng vực BH1, BH2 hoặc BH4 thì Bcl-2 mất khả năng ngăn chặn quá trình chết tế bào. Còn BH3 là nơi giúp các Bcl-2 kết hợp với nhau thành các oligomer và cũng là nơi xảy ra các tương tác giữa Bcl-2 ức chế và kích thích chết rụng, vì vậy BH3 là vực protein duy nhất mà tất cả các Bcl-2 đều có và một Bcl-2 không có BH3 thì không có khả năng kích thích quá trình chết rụng.
Khi được kích hoạt các Bcl-2 có thể kích thích hoặc ức chế quá trình chết rụng. Những Bcl-2 kích thích chết rụng bằng cách thành lập các kênh giúp phóng thích cytochrome c vào tế bào chất (MPTP, MAC), còn các Bcl-2 ức chế chết rụng thì ngăn chặn quá trình này bằng việc ức chế các Bcl-2 kích thích. Các Bcl-2 ức chế và kích thích có thể bám vào lẫn nhau và hình thành nên các thể dị nhị tụ thông qua các vực BH, nhờ đó ức chế hoạt tính của nhau. Vì vậy trạng thái cân bằng của các loại Bcl-2 kích thích và ức chế sẽ quyết định việc tế bào sẽ chết bởi chu trình chết rụng nội tại hay không. Hiện nay, trong cơ thể các loài thuộc lớp Thú đã nhận diện được chín loại Bcl-2 kích thích và sáu loại Bcl-2 ức chế chết rụng.

## Phân loại
Dựa theo cấu trúc và chức năng của các Bcl-2, có thể phân chúng thành ba loại: Bcl-2 ức chế chết rụng, Bcl-2 kích thích chết rụng BH123 và Bcl-2 kích thích chết rụng chỉ có BH3.
- Các Bcl-2 ức chế chết rụng[Gc 1] có đầy đủ toàn bộ 4 vực BH1, 2, 3, 4 và được tìm thấy trên mặt hướng vào tế bào chất của các màng sinh chất như màng ngoài của ti thể, thể lưới nội chất và màng nhân, nơi đây chúng giúp giữ vững sự thống nhất của các màng này và ngăn chặn các chất trong bào quan (như cytochrome c trong ti thể và Ca2+ trong thể lưới nội chất) bị phóng thích ra ngoài.[Gc 2] Cơ chế hoạt động của chúng là bám vào các Bcl-2 kích thích BH123 nhằm bất hoạt chúng và ngăn BH123 hình thành những kênh phóng thích các chất trong bào quan ra ngoài. Có ít nhất năm protein Bcl-2 ức chế trong động vật có vú và mỗi tế bào của chúng yêu cầu ít nhất một Bcl-2 ức chế để tồn tại.[2][11][12] Có giả thuyết cho rằng protein Rho đóng vai trò trong việc hoạt hóa Bcl-2, Mcl-1 và Bid. Việc ức chế Rho đã làm giảm hoạt tính của chống chết rụng của Bcl-2, Mcl-1 và tăng mức độ hoạt động của protein kích thích chết rụng Bid, tuy nhiên Bax và FLIP thì không ảnh hưởng gì. Đồng thời, lúc ức chế Rho quá trình chết rụng không phụ thuộc vào caspase-9 và caspase-3 ở các tế bào màng trong của người được nuôi cấy cũng tăng lên.[13]
- Các Bcl-2 kích thích chết rụng BH123 bao gồm các vực protein BH1, 2, 3 vá trong một số trường hợp có thể có BH4 (Diva, Bcl-Xs). Khi được hoạt hóa chúng tập hợp lại với nhau và hình thành các oligomer nằm trên màng ngoài của ti thể, các oligomer này là các kênh giúp phóng thích cytochrome c cùng các protein ti thể khác vào tế bào chất qua đó kích thích enzyme caspase thực thi nhiệm vụ"hành quyết"tế bào. Bcl-2 BH123 cũng được tìm thấy trên thể lưới nội chất và màng nhân, tại đó chúng phóng thích Ca2+ vào tế bào chất nhằm kích hoạt chu trình chết rụng nội bào phụ thuộc vào ti thể của tế bào thông qua một cơ chế chưa được hiểu rõ. Ở động vật có vú, Bax và Bak là hai loại BH123 chính và có vai trò then chốt trong quá trình chết rụng tế bào. Trong khi Bak dính chặt trên màng ngoài ti thể thì Bax trôi nổi trong tế bào chất và chỉ di chuyển đến màng ti thể khi được kích hoạt.[2][11]
- Các Bcl-2 kích thích chết rụng chỉ có BH3 được tế bào sản xuất hay hoạt hóa khi tiếp nhận một kích thích chết rụng. Chức năng của Bcl-2 BH3 là bất hoạt các Bcl-2 ức chế chết rụng bằng cách bám vào một rãnh kỵ nước của Bcl-2 ức chế, qua đó giúp hoạt hóa các Bcl-2 BH123 và kích hoạt quá trình chết rụng tế bào. Ngoài ra một số Bcl-2 BH3 cũng trực tiếp giúp vào các BH123 hoạt hóa và gắn kết với nhau nhanh lẹ hơn. Các Bcl-2 BH3 đóng một vai trò then chốt trong việc liên hệ giữa các kích thích chết rụng và chu trình chết rụng nội bào, cụ thể là các kích thích này sẽ thúc đẩy quá trình sản xuất Bcl-2 BH3 trong nhân và nhờ đó kích thích quá trình chết rụng. Đồng thời một loại Bcl-2 BH3 (Bid) cũng là một mắt xích trong quá trình chu trình chết rụng ngoại bào kích hoạt chu trình nội bào, cụ thể một"sản phẩm"của chu trình ngoại bào là enzyme caspase-8 sẽ hoạt hóa Bid và nhờ đó Bid sẽ bất hoạt các Bcl-2, khơi mào cho chu trình nội bào. Trong số các protein BH3 thì Bid, Bim và Puma là những loại có khả năng bất hoạt tất cả các Bcl-2 ức chế vì vậy chúng là các BH3 có hiệu lực mạnh nhất trong việc kích hoạt chết rụng.[11][12][14]

## Một số ví dụ điển hình
Các protein bao gồm các vực nêu trên ví dụ như Bcl-2 của động vật có xương sống (dạng á hình alpha và beta) và Bcl-x (dạng á hình Bcl-x(L) và Bcl-x(S)); Bax và Bak của lớp Thú; Bid của chuột; Xr1 và Xr11 của Xenopus laevis; protein biệt hóa tế bào kích thích bệnh bạch cầu tủy MCL1 ở người và CED-9 ở Caenorhabditis elegans.
Các gien mã hóa họ Bcl-2 ở người:
- BAK1
- BAX
- BCL2, BCL2A1
- BCL2L1, BCL2L2, BCL2L10, BCL2L13, BCL2L14
- BOK
- MCL1

### Cước chú
1. ↑  Nhóm này bao gồm một protein mang tên Bcl-2.
2. ↑  Ở trường hợp của ti thể, hoạt động của Bcl-2 ức chế sẽ ngăn chặn cytochrome c bị tuồn ra tế bào chất gây kích thích chết rụng tế bào.